# Burgwerd
Burgwerd (Fries: Burchwert) is een dorp in de gemeente Súdwest-Fryslân, in de Nederlandse provincie Friesland. Burgwerd ligt tussen Wommels en Bolsward aan de Bolswardertrekvaart.
Het dorp werkt op veel fronten samen met het Hichtum. In 2023 telde het dorp 320 inwoners.

## Geschiedenis
Burgwerd is een vroeg terpdorp, hoewel het dorp vooral op de Bolswardertrekvaart gericht was en daarom vooral langs de trekvaart groeide in plaats van rond de terp.
De plaats werd in de 13e eeuw vermeld als Borchwarth of Borgwarth. In 1404 als Burchwird, in 1420 als Burgwerdt, in 1475 als Burchwerth, in 1478 als Borghwerth en Buurchwerth, in 1482 als Borgwaart, in 1511 als Borchd en op het eind van de 16e eeuw als Burgert.
De plaatsnaam zou wijzen op een bewoonde hoogte (werd) was bij/op een dijk, van het Oudfriese woord burg. 
Bij het dorp hebben een drietal states gestaan, allen vervangen door een boerderij.
Tot 2011 lag Burgwerd in de voormalige gemeente Wonseradeel.
In 2016 werd Burgwerd samen met de dorpen Oldeholtpade en Gaastmeer uitgeroepen tot mooiste dorp van Friesland.

## Kerk

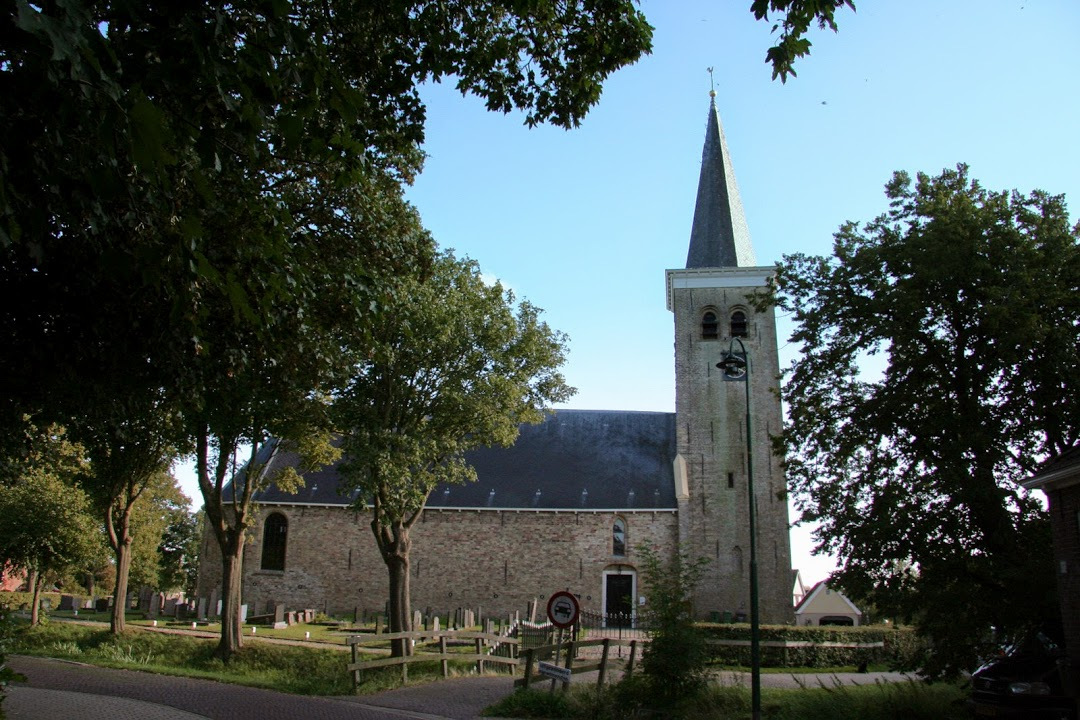
Johanneskerk

De kerk van het dorp, de Johanneskerk zou uit de 13e eeuw dateren en heeft een wapenbord uit 1726. Het orgel, uit 1735, werd gemaakt door Michael Schwartzburg en werd aan de kerk geschonken door Yttje Buwalda nadat haar zes zonen allen waren overleden.

## Molens

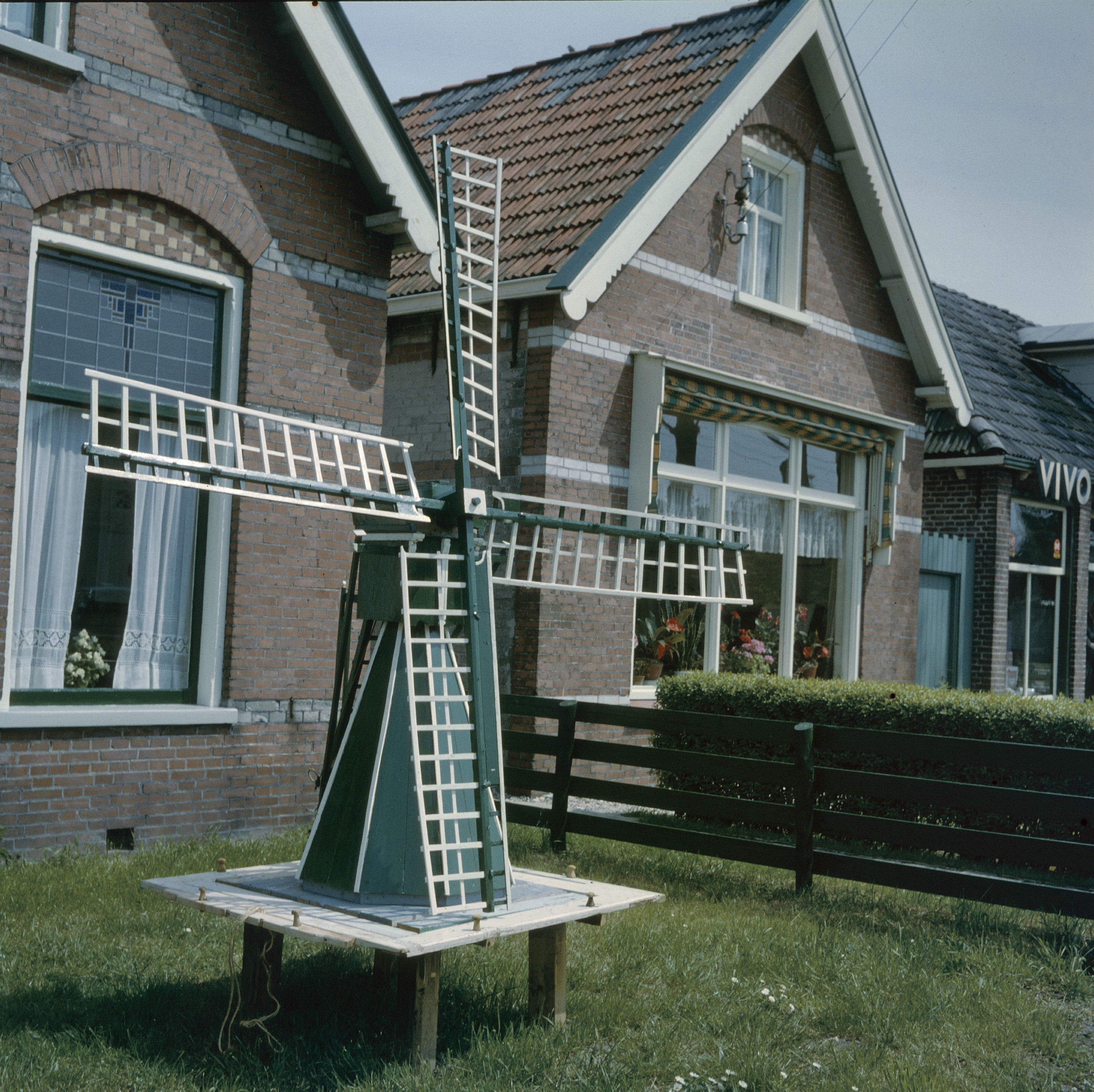
mini-(speel)molen in het dorp

Even ten noordoosten van het dorp staat de Aylvapoldermolen, een poldermolen die in 2000 geheel werd gerestaureerd. In de buurtschap Hemert staat verder De Hiemerter Mole, een spinnenkopmolen die als hulpgemaal kan worden ingezet bij ernstige wateroverlast.

## Sport
De grootste sportvereniging van het dorp is de kaatsvereniging KV Sparta, verder kent het onder meer een badmintonvereniging en een biljartvereniging.

## Cultuur
Het dorp heeft een eigen dorpshuis, Doniahûs geheten. Het dorp heeft verder een toneelvereniging Nij Libben en een muziekkorps Excelsior. Samen met Hichtum is er een dorpskrant.

## Onderwijs
Het dorp had tot en met het schooljaar 2012/2013 een eigen basisschool. De christelijke school It Skûlplak bestond al sinds 1880. Het had tot 1942 ook nog een openbare school.

## Geboren in Burgwerd
- Hantje de Jong (1906-1944), predikant
- Tsjêbbe Hettinga (1949-2013), dichter
- Eeltsje Hettinga (1955), dichter, schrijver en vertaler
- Pier Eringa (1961), president-directeur van ProRail